# 아이즐워스

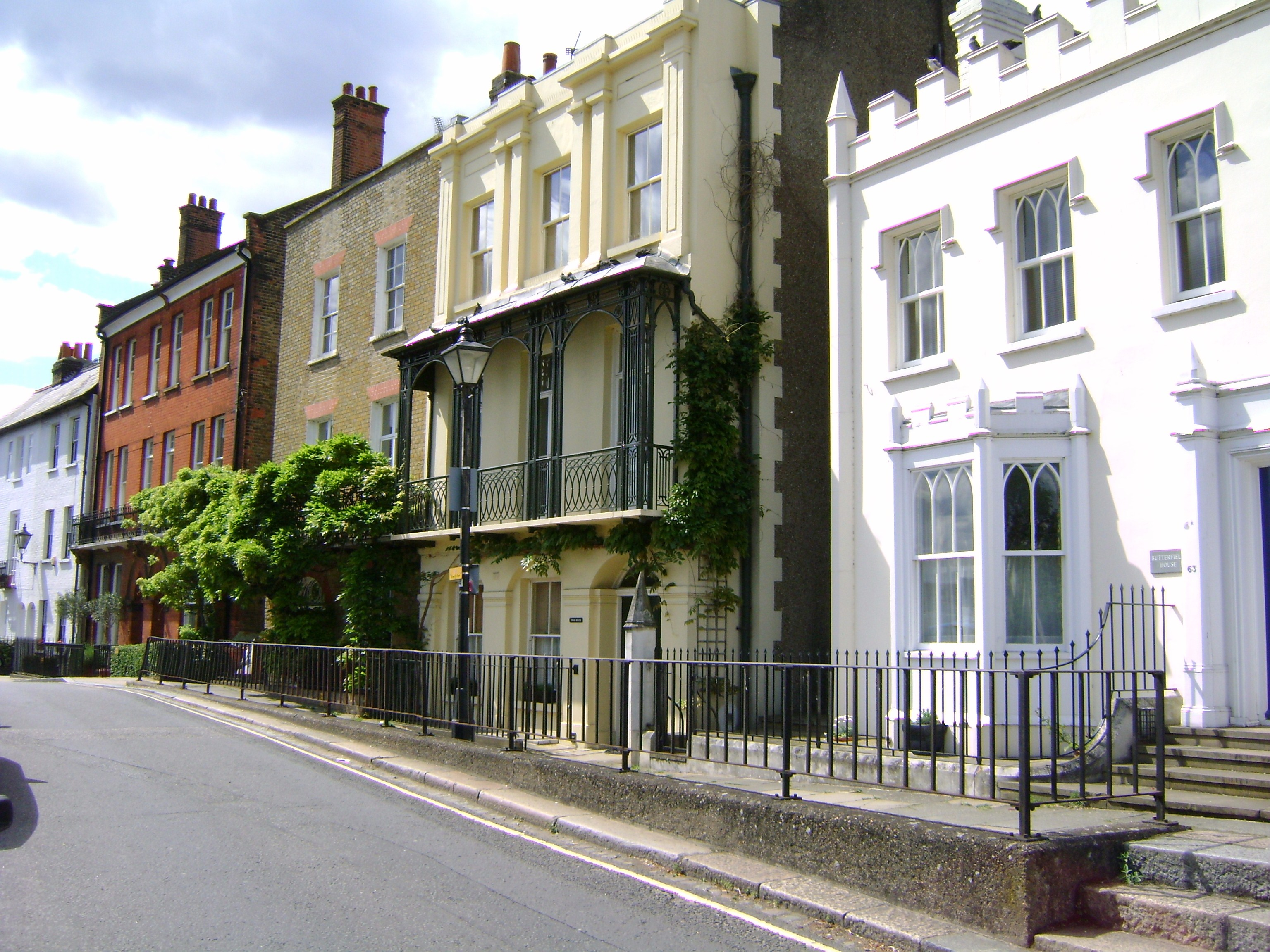

아이즐워스(영어: Isleworth) 잉글랜드 런던 하운즐로구에 속한 도시이다.

## 인구
2011년 인구 조사에서 아이즐워스의 인구 중 51%는 영국 백인이였으며, 다른 중요한 인종은 기타 백인 (11.7%), 아프리카 흑인 (7%), 인도인 (6.4%), 기타 아시아인 (5.6%)이다. 아이즐워스에 사는 사람들의 63.3%는 영국에서 태어났다. 다른 가장 흔한 출생 국가는 인도 (3.1%), 소말리아 (2.1%), 아일랜드 (1.7%), 파키스탄 (1.4%)이다.